# Lhovice (hradiště)
Lhovice jsou pravěké hradiště u stejnojmenné vesnice nedaleko Švihova. Nachází se na vrchu Tuhošť asi 1,5 kilometru jihozápadně od vesnice. Jeho pozůstatky jsou chráněny jako kulturní památka ČR.

## Historie
Hradiště bylo osídlené v pozdní době bronzové. Dokládají to keramické střepy a také depot bronzových předmětů náhodně nalezený v roce 1869, který obsahoval nože, hrot kopí, srp a několik náramků.
Hradiště objevil v roce 1824 hrabě Eugen Karel Czernin z Chudenic a o tři roky později jej navštívil Josef Dobrovský. Na počátku dvacátého století lokalitu navštívil Josef Ladislav Píč, ale místo bylo příliš zarostlé mladými smrky, které mu znemožnily podrobnější průzkum hradiště.

## Stavební podoba
Staveništěm hradiště se stal vrchol kopce s nadmořskou výškou 601 metrů. Podle starších údajů tvořily jeho opevnění tři pásy tzv. spečených valů. Nejlépe se s výjimkou severovýchodní strany dochovala pouze vnitřní hradba v podobě asi dvě stě metrů dlouhého valu, v jehož jihozápadní části se nachází torzo uličkovité brány. Akropole vymezená valem má průměr asi sto metrů a její plocha měří jeden hektar. Z pozůstatků vnějšího opevnění pozorovali Jaroslav Bašta a Dara Baštová v roce 1984 pouze terénní hranu, která probíhá úbočím asi sedmdesát metrů pod vnitřním valem.